# Próba Bernoulliego
Próba Bernoulliego – eksperyment losowy z dwoma możliwymi wynikami, określanymi zazwyczaj jako sukces oraz porażka. Za przykłady prób Bernoulliego matematycy uważają:
- pojedynczy rzut monetą (rezultat: orzeł lub reszka),
- narodziny dziecka (rezultat: chłopiec lub dziewczynka).

## Definicja formalna
Matematycznie próbę taką modeluje się przy pomocy zmiennej losowej o rozkładzie zero-jedynkowym. Zmienna taka przyjmuje tylko dwie wartości:
- {\displaystyle 1,} interpretowane jako sukces, z prawdopodobieństwem {\displaystyle p,}
- {\displaystyle 0,} interpretowane jako porażka, z prawdopodobieństwem {\displaystyle q=1-p.}

Ciąg niezależnych prób Bernoulliego nazywa się procesem Bernoulliego.